# Hans Armin Gärtner
Hans Armin Gärtner (* 30. Juni 1930 in Aue; † 5. Dezember 2022 in Hirschberg-Großsachsen) war ein deutscher Altphilologe und Hochschullehrer.

## Leben und Werk
Hans Armin Gärtner wurde am 30. Juni 1930 in Aue als Kind der Eheleute Hermann Gärtner (1891–1972), Landeszentralbank-Oberinspektor, und Margarete, geb. Gumpricht, (1901–1982) geboren. Nach dem Abitur, das er nach der kriegsbedingten Flucht der Familie aus Sachsen am Karl-Friedrich-Gymnasium Mannheim ablegte, begann er zunächst ein Studium der Theologie in Heidelberg, wechselte aber nach einigen Semestern zum Studium der Klassischen Philologie, das er 1957 mit dem 1. Staatsexamen für das höhere Lehramt abschloss. Mit der Dissertation Untersuchungen zur Gedankenfolge in den Siegesliedern Pindars wurde Gärtner 1959 von Otto Regenbogen promoviert. Im selben Jahr verwaltete er zunächst noch die Stelle eines wissenschaftlichen Assistenten, bevor er von 1959 bis 1961 den Vorbereitungsdienst für das höhere Lehramt absolvierte, wonach er zum Studienassessor am Philologischen Seminar der Universität Heidelberg ernannt wurde, dem späteren Seminar für Klassische Philologie, an dem er seither lehrte und forschte. Die Ernennung zum Akademischen Rat erfolgte 1964, zum Oberrat 1967. Er habilitierte sich 1971 mit einer typologischen Untersuchung zur antiken Geschichtsschreibung, die 1975 unter dem Titel Beobachtungen zu Bauelementen in der antiken Historiographie besonders bei Livius und Caesar in der Reihe Historia Einzelschriften im Steiner Verlag erschien. 1973 wurde er zum Wissenschaftlichen Rat und Professor ernannt, 1978 zum C3-Professor. Im September 1995 trat er mit Erreichen der Altersgrenze in den Ruhestand.
Gärtner trat besonders durch motivische und typologische Studien zur römischen Literatur sowie, auf Anregung von Viktor Pöschl, der auch seine Habilitation gefördert hatte, begriffsgeschichtliche Untersuchungen römischer Wertbegriffe hervor. Schwerpunkte seiner Forschung waren außerdem die Philosophie der Stoa, die philosophische Ethik Ciceros sowie die antike Historiographie als literarische Gattung, ein weiterer die Patristik. Er war, zusammen mit Herwig Görgemanns,  Alfred Schindler und Reinhart Staats, Begründer und langjähriges, weit über den Eintritt in den Ruhestand hinaus aktives Mitglied des Heidelberger Kolloquiums zu christlichen Texten der Antike, des sogenannten „Kirchenväterkolloquiums“, und verfasste zahlreiche Artikel für das vom Zentrum für Augustinus-Forschung unter Leitung von Cornelius Petrus Mayer, Christof Müller, Robert Dodaro u. a. herausgegebene Augustinus-Lexikon. Weitere, zum Teil umfangreiche Lexikonartikel verfasste er für die Enzyklopädie Der Neue Pauly, das Reallexikon für Antike und Christentum („Imperium Romanum“) und die Reihe Brockhaus. Die Bibliothek. Kunst und Kultur („Griechische Literatur“; „Römische Literatur“, jeweils zusammen mit seiner Frau Helga Gärtner). Auch in der Lehrerfortbildung war er aktiv. Er erhielt Lehrstuhlvertretungen an den Universitäten Heidelberg (1973–74) und Freiburg (1986) sowie Gastprofessuren an der Université Jean Moulin Lyon 3 (1980) und an der Nankai University Tianjin (Volksrepublik China) (1992). Zum 70. Geburtstag widmeten ihm seine Kollegen und Schüler eine Festschrift mit dem Titel Hortus litterarum antiquarum, herausgegeben von Andreas Haltenhoff und Fritz-Heiner Mutschler. Schüler von Hans Armin Gärtner sind Nicola Hömke und Jochen Walter.
Hans Armin Gärtner war seit 1961 verheiratet mit der klassischen Philologin Helga Gärtner, geb. Mutschler, einer langjährigen Mitarbeiterin der bibliographischen Zeitschrift L’Année philologique. Aus der Ehe gingen drei Töchter hervor, die an der Musik-Akademie der Stadt Basel lehrende Flötistin Susanne Gärtner, die an der Universität Graz lehrende Klassische Philologin Ursula Gärtner und die an der Universität Hildesheim lehrende Mathematikerin und Mathematik-Didaktikerin Barbara Schmidt-Thieme.

## Werke
Ein Schriftenverzeichnis bis 2000 in: Hortus litterarum antiquarum (s. unten Literatur), S. 555–560.
- Untersuchungen zur Gedankenfolge in den Siegesliedern Pindars, Phil. Diss. (Maschinenschr.) Heidelberg 1958.

- Cicero und Panaitios. Beobachtungen zu Ciceros De officiis (= Sitzungsberichte der Heidelberger Akademie der Wissenschaften, Philosophisch-Historische Klasse 74, 5). Winter, Heidelberg 1974, ISBN 978-3-533-02366-1

- Beobachtungen zu Bauelementen in der antiken Historiographie besonders bei Livius und Caesar (= Historia Einzelschriften 25). Steiner, Wiesbaden 1975, ISBN 978-3-515-01869-2

- Die römische Literatur in Text und Darstellung, Bd. 5 Kaiserzeit II Von Tertullian bis Boethius, herausgegeben von Hans Armin Gärtner. Reclam, 2. Aufl. Stuttgart 2012, ISBN 978-3-15-008070-2